# Vena emisaria
Se conoce como vena emisaria a cada una de las pequeñas venas sin válvulas que pasan por los agujeros del cráneo y conectan los senos venosos durales con las venas del cuero cabelludo, o con venas profundas localizadas por debajo de la base del cráneo.

## Vena emisaria condílea
La vena emisaria condílea o vena condílea posterior (emisarium condyloideum, TA: vena emissaria condylaris) discurre por el conducto condíleo del cráneo y conecta el seno sigmoideo con la vena occipital o la vena yugular interna.

## Vena emisaria mastoidea
La vena emisaria mastoidea (TA: vena emissaria mastoidea) pasa por el agujero mastoideo del cráneo y conecta el seno sigmoideo con la vena occipital o la vena auricular posterior.

## Vena emisaria occipital
La vena emisaria occipital (TA: vena emissaria occipitalis) es una vena ocasional que pasa por un minúsculo agujero de la protuberancia occipital del cráneo; conecta la confluencia de los senos con la vena occipital.

## Vena emisaria parietal
La vena emisaria parietal o vena emisaria de Santorini (TA: vena emissaria parietalis) discurre por el agujero parietal del cráneo y conecta el seno sagital superior con las venas temporales superficiales.

## Patología
Ya que carecen de válvulas, son una posible ruta de transmisión de infecciones hacia el interior del cráneo.
Una vena emisaria importante comunica el exterior del cráneo, a través del agujero emisario esfenoidal y por debajo del arco cigomático, con el seno cavernoso, en el interior del cráneo. Es una importante ruta de transmisión de infecciones ya que los nervios craneales III, IV, V1, V2 y VI y la arteria carótida interna pasan a través del seno cavernoso. Infecciones o inflamaciones del seno cavernoso pueden dar lugar a daños en cualquiera de los nervios craneales que lo atraviesan o a meningitis.
La ruptura de las venas emisarias producen un hematoma subdural, que comprime el cerebro.